# Chimaltitán
Chimaltitán est un village et une municipalité de la région Nord de l'État de Jalisco au Mexique.
La municipalité a 3 383 habitants en 2015.

## Origine du nom
Le nom de Chimaltitán vient du nahuatl, il se compose de chimálli (bouclier), ti (euphonique) et tlan (entre), ce qui signifie « à côté des boucliers » et témoigne de l'ancien rôle du village comme centre de fabrication de boucliers et d'autres armes.

## Situation et climat
Chimaltitán est situé au nord de l'État de Jalisco, dans l'excroissance de son territoire qui s'avance entre les États de Nayarit et de Zacatecas.
| Bolaños               | Villa Guerrero | Totatiche                              |
|                       | Chimaltitán    | Atolinga (es) (État de Zacatecas)      |
| San Martín de Bolaños |                | Benito Juárez (es) (État de Zacatecas) |

La municipalité est une zone de montagnes et de plateaux à environ 200 km de Guadalajara. Son chef-lieu se trouve dans la vallée du río Bolaños (en) à environ 8 km au sud du village de Bolaños.
L'itinéraire Villa Guerrero-Bolaños-Chimaltitán-San Martín de Bolaños est desservi par des bus.
Le village de Chimaltitán est à 857 m d'altitude pour une altitude moyenne de 1 795 m dans la municipalité.
La température moyenne annuelle est de 24 °C.
Les vents dominants viennent du nord.
Les précipitations annuelles moyennes font 623,4 mm.
Il pleut principalement de juin à août.
Il y a 2 jours de gel par an en moyenne.

Paysages
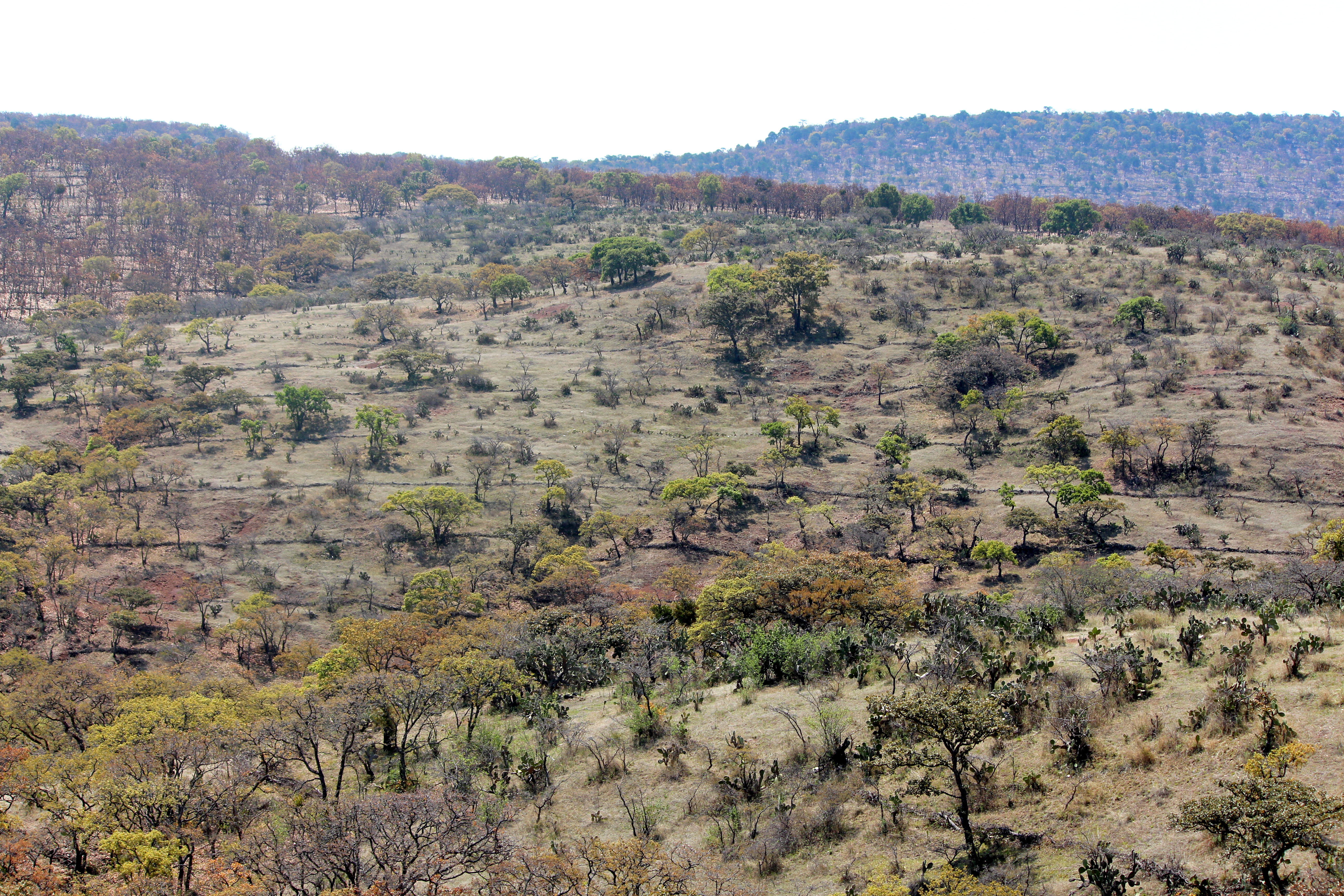
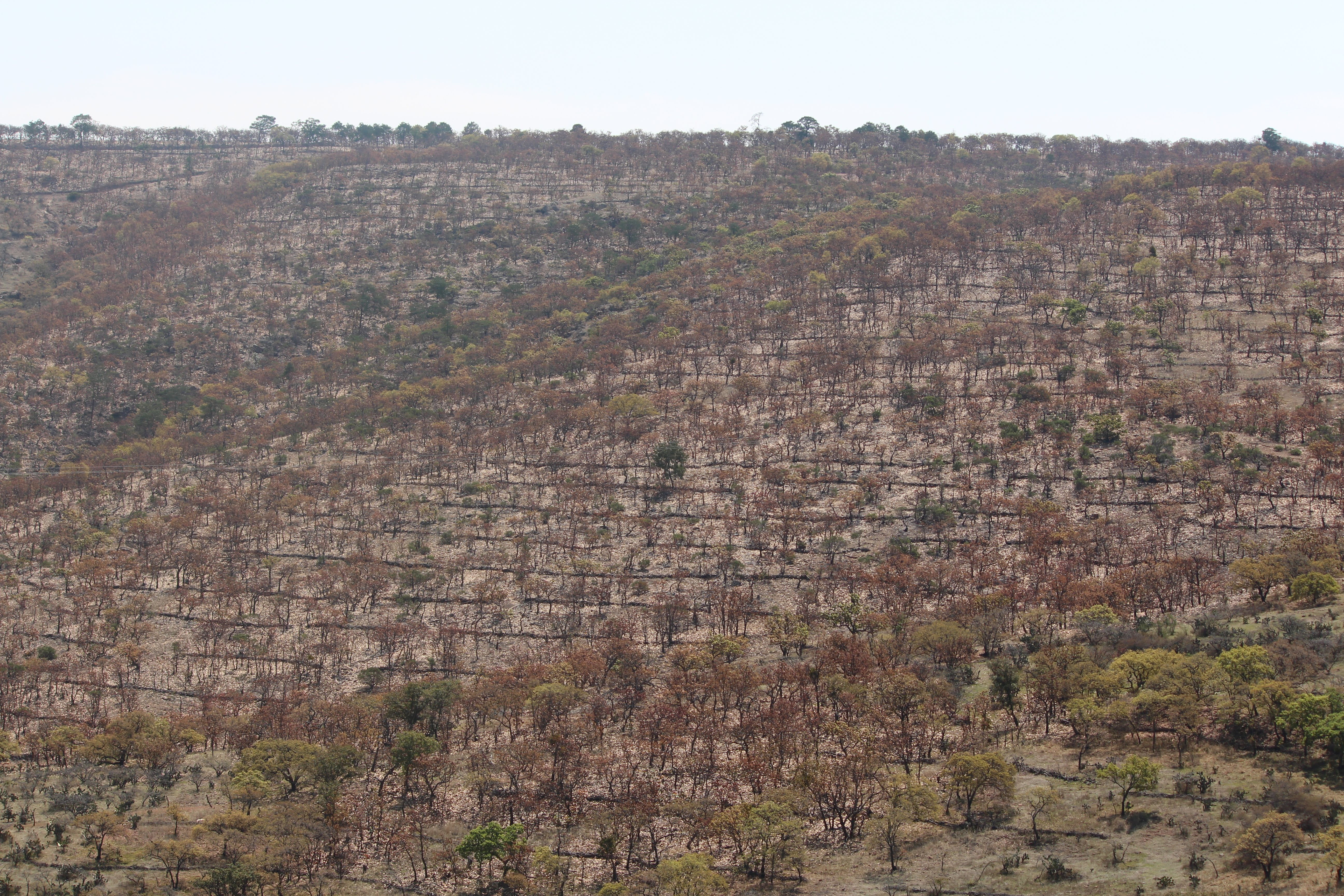

- Paysages de la municipalité[à vérifier]

## Histoire
La région était habitée à l'époque préhispanique par des Coras, des Huichols et des Caxcanes (es).
La région est conquise en 1529 par l'Espagnol Pedro Almíndez Chirinos. Le village est fondé quelques années plus tard par des religieux. En 1541, les villageois participent à la rébellion Mixtón (es), une guerre de résistance des nations chichimèques à la conquête espagnole en Nouvelle-Galice pendant laquelle les Caxcanes (es) se sont alliés aux Zacatecas.
En 1810, des habitants de la région partent renforcer les insurgés de Miguel Hidalgo. Au milieu du XIXe siècle la municipalité appartient au district de Colotlán mais elle va être rattachée au département de Totatiche en 1886.
En 1943, Chimaltitán est incorporée brièvement à la municipalité de Bolaños. Elle retrouve son autonomie municipale dès 1944.

## Démographie
En 2010, la municipalité compte 3 771 habitants pour une superficie de 970 km2. Toute la population est rurale. Parmi les 96 localités de la municipalité, la plus importante est le chef-lieu Chimaltitán (843 habitants) suivie par Tepizuac (516 habitants), Agua Caliente (432), San Juan de los Potreros (275) et La Playa (241).
Au recensement de 2015, la population de la municipalité passe à 3 383 habitants.

## Points d'intérêt
L'artisanat local se signale par la sculpture sur pierre, la faïence et la fabrication de chapeaux en fibres de sotol et de palme.
On peut consommer des spécialités telles que pepián[Quoi ?], poulet, birria (es), pulque, hydromel, bonbons.
Chaque année, la tradition du combat de coqs (en espagnol mexicain : palenque) se perpétue à Chimaltitán pendant les fêtes et célébrations en l'honneur de saint Pascal Baylon du 9 au 17 mai.
L'église dédiée à la Vierge de Guadalupe et l'ancien couvent franciscain datent tous deux du XVIIe siècle.